# Mecysmauchenius chincay
Mecysmauchenius chincay är en spindelart som beskrevs av Forster och Norman I. Platnick 1984. Mecysmauchenius chincay ingår i släktet Mecysmauchenius och familjen Mecysmaucheniidae. Inga underarter finns listade i Catalogue of Life.